# Чемпионат Европы по футболу 2013 среди юношей до 19 лет
62-й розыгрыш чемпионата Европы по футболу среди юношей до 19 лет прошёл в Литве с 20 июля по 1 августа 2013 года. В этом турнире имели право принимать участие игроки, родившиеся после 1 января 1994 года.
Впервые в своей истории чемпионом стала сборная Сербии, победившая в финале команду Франции со счётом 1:0.

## Заявки
8 стран проявили интерес в проведении турнира, но только 4 добрались до финала:
- Литва
- Германия
- Венгрия
- Словения

Победитель был объявлен 4 декабря 2010 в Минске (Беларусь).

## Отбор
Отборочный турнир чемпионата Европы по футболу среди к финальной части состоит из двух раундов:
- Квалификационный раунд: 26 сентября — 26 ноября 2012
- Элитный раунд: 22 мая — 11 июня 2013

В квалификационном раунде принимали участие 48 команд (Литва автоматически попала в финальную часть на правах хозяина турнира, Испания, Сербия и Турция автоматически прошли в элитный раунд как команды с наивысшим коэффициентом), которые были поделены на 12 групп по 4 команды. В элитный раунд попали победители групп, команды, занявшие вторые места, и одна лучшая команда среди занявших третьи места.
В элитном раунде принимают участие 28 команд, которые были поделены на 7 групп по 4 команды. Победители групп проходят в финальную часть.

## Стадионы
| Алитус                                                                                 | Стадион имени С. Дарюса и С. Гиренаса | Судува             |
| Вместимость: 4 000                                                                     | Вместимость: 8 248                    | Вместимость: 6 250 |
|                                                                                        |                                       |                    |
| Алитус Каунас МариямполеЧемпионат Европы по футболу 2013 среди юношей до 19 лет, Литва |                                       |                    |

## Участники
| Страна     | Отобралась как      | Участий в турнире1                                       |
| ---------- | ------------------- | -------------------------------------------------------- |
| Литва      | Хозяйка             | 0 (дебют)                                                |
| Франция    | Победитель группы 1 | 6 (2003, 2005, 2007, 2009, 2010, 2012)                   |
| Сербия     | Победитель группы 2 | 5 (20052, 2007, 2009, 2011, 2012)                        |
| Португалия | Победитель группы 3 | 5 (2003, 2006, 2007, 2010, 2012)                         |
| Испания    | Победитель группы 4 | 9 (2002, 2004, 2006, 2007, 2008, 2009, 2010, 2011, 2012) |
| Нидерланды | Победитель группы 5 | 1 (2010)                                                 |
| Грузия     | Победитель группы 6 | (Дебют)                                                  |
| Турция     | Победитель группы 7 | 4 (2004, 2006, 2009, 2011)                               |

1: ↑  Учитываются только участия в турнирах в формате до 19 лет (полужирным шрифтом выделены победители, курсивом — хозяева).

2: ↑  Как Сербия и Черногория.

## Арбитры
По решению УЕФА в финальный список арбитров чемпионата вошли шесть главных арбитров, восемь боковых и два резервных.

| Главные арбитры - Майкл Оливер - Алексей Кульбаков - Эмир Алечкович (позднее дисквалифицирован) - Феликс Цвайер - Орель Гринфельд - Мартин Стрёмбергссон | Ассистенты рефери - Мубариз Хашимов - Михаэль Карсиотис - Дерья Огуз - Дермот Броутон - Стелиос Никита - Митчел Скерри - Лейф Эрик Опланд - Никола Разич | Четвёртые арбитры - Гедиминас Мажейка - Сергей Слива |

## Групповой этап
Жеребьёвка финальной части была проведена 14 июня 2013 в литовском Каунасе в Городской ратуше председателем комитета УЕФА по детско-юношескому и любительскому футболу Джимом Бойсом и послами турнира Вайдой Чеснаускиене и футболистом сборной Литвы Марюсом Станкявичюсом.
8 участников были поделены на 2 группы по 4 команды. Они сыграли между собой по одному матчу по однокруговой схеме. Матчи состоялись 20, 23 и 26 июля. Две лучшие команды из каждой группы прошли в полуфинал.

### Группа A
| Команда    | И | В | Н | П | ГЗ | ГП | РГ | О |
| ---------- | - | - | - | - | -- | -- | -- | - |
| Испания    | 3 | 3 | 0 | 0 | 6  | 2  | +4 | 9 |
| Португалия | 3 | 2 | 0 | 1 | 8  | 4  | +4 | 6 |
| Нидерланды | 3 | 1 | 0 | 2 | 6  | 9  | -3 | 3 |
| Литва      | 3 | 0 | 0 | 3 | 4  | 9  | -5 | 0 |

| Литва                                       | 2:3   | Нидерланды                              |
| ------------------------------------------- | ----- | --------------------------------------- |
| Лукас Артимавичюс 38′ · Гратас Сиргедас 83′ | Отчёт | 10′, 29′ Анасс Акахбар · 90+6′ Рай Влут |

| Испания            | 1:0   | Португалия |
| ------------------ | ----- | ---------- |
| Сандро Рамирес 19′ | Отчёт |            |

| Нидерланды     | 1:4   | Португалия                                                      |
| -------------- | ----- | --------------------------------------------------------------- |
| Рай Влут 90+1′ | Отчёт | 32′, 89′ Алешандре Гедеш · 73′ Леандру Силва · Рикарду Орта 87′ |

| Литва | 0:2   | Испания               |
| ----- | ----- | --------------------- |
|       | Отчёт | 6′, 74′ Икер Эрнандес |

| Португалия                                                                                      | 4:2   | Литва                      |
| ----------------------------------------------------------------------------------------------- | ----- | -------------------------- |
| Маркуш Лопеш 8′ · Джиугас Петраускас 45′ (авт.) · Тобиаш Фигейреду 51′ (пен.) · Карлуш Мане 65′ | Отчёт | 53′, 90+2′ Гратас Сиргедас |

| Нидерланды                                 | 2:3   | Испания                                                   |
| ------------------------------------------ | ----- | --------------------------------------------------------- |
| Мимун Маи 36′ · Анасс Акахбар 90+1′ (пен.) | Отчёт | 68′ Сандро Рамирес · 81′ Альваро Вадиольо · 83′ Феде Вико |

### Группа B
| Команда | И | В | Н | П | ГЗ | ГП | РГ | О |
| ------- | - | - | - | - | -- | -- | -- | - |
| Сербия  | 3 | 2 | 1 | 0 | 4  | 2  | +2 | 7 |
| Франция | 3 | 1 | 2 | 0 | 3  | 2  | +1 | 5 |
| Турция  | 3 | 1 | 0 | 2 | 6  | 6  | 0  | 3 |
| Грузия  | 3 | 0 | 1 | 2 | 2  | 5  | -3 | 1 |

| Сербия                                       | 2:1   | Турция         |
| -------------------------------------------- | ----- | -------------- |
| Андрия Лукович 17′ · Александар Митрович 54′ | Отчёт | 88′ Ресеп Нияз |

| Грузия | 0:0   | Франция |
| ------ | ----- | ------- |
|        | Отчёт |         |

| Сербия         | 1:0   | Грузия |
| -------------- | ----- | ------ |
| Деян Мелег 74′ | Отчёт |        |

| Турция                    | 1:2   | Франция                          |
| ------------------------- | ----- | -------------------------------- |
| Ибрагим Йылмаз 87′ (пен.) | Отчёт | 6′ Адриен Юну · 64′ Яссин Бензия |

| Франция        | 1:1   | Сербия               |
| -------------- | ----- | -------------------- |
| Адриен Юну 31′ | Отчёт | 77′ Марко Павловский |

| Турция                                                 | 4:2   | Грузия                                   |
| ------------------------------------------------------ | ----- | ---------------------------------------- |
| Окан Дениз 16′, 18′ · Ресеп Нияз 58′ · Энвер Шахин 80′ | Отчёт | 3′ Авто Энделадзе · 50′ Николоз Качарава |

## Плей-офф
|  | Полуфиналы            | Полуфиналы |   |  | Финал                       | Финал |  |
|  |                       |            |   |  |                             |       |  |
|  | 29 июля 2013 – Алитус |            |   |  |                             |       |  |
|  | Сербия (пен.)         | 2 (3)      |   |  |                             |       |  |
|  | Португалия            | 2 (2)      |   |  |                             |       |  |
|  |                       |            |   |  |                             |       |  |
|  |                       |            |   |  | 1 августа 2013 – Мариямполе |       |  |
|  |                       |            |   |  | Сербия                      | 1     |  |
|  |                       | Франция    | 0 |  |                             |       |  |
|  |                       |            |   |  |                             |       |  |
|  |                       |            |   |  |                             |       |  |
|  |                       |            |   |  |                             |       |  |
|  | 29 июля 2013 – Каунас |            |   |  |                             |       |  |
|  | Испания               | 1          |   |  |                             |       |  |
|  | Франция (д.в.)        | 2          |   |  |                             |       |  |

### Полуфиналы
| Сербия                                                                                         | 2:2 (доп. вр.) | Португалия                                                             |
| ---------------------------------------------------------------------------------------------- | -------------- | ---------------------------------------------------------------------- |
| Урош Джюрджевич 6′ · Мият Гачинович 85′                                                        | Отчёт          | 55′ Бернарду Силва · 79′ Алешандре Гедеш                               |
| Пенальти                                                                                       |                |                                                                        |
| Марко Павловский · Сергей Милинкович-Савич · Деян Мелег · Мият Гачинович · Александар Митрович | 3:2            | Эдгар Ие · Рикарду Орта · Алешандре Гедеш · Рафа Алвеш · Жуан Тейшейра |

| Испания                  | 1:2 (доп. вр.) | Франция                              |
| ------------------------ | -------------- | ------------------------------------ |
| Хосе Родригес 27′ (пен.) | Отчёт          | 29′ Яссин Бензия · 105′ Антуан Конте |

### Финал
| Франция | 0:1   | Сербия             |
| ------- | ----- | ------------------ |
|         | Отчёт | 57′ Андрия Лукович |

## Победитель
| Чемпион Европы по футболу среди юношей до 19 лет 2013 |
| Сербия Первый титул                                   |